# غراي (ملحن)
غراي (الكورية: 그레이) هو ملحن ومنتج أسطوانات كوري الجنوبي، ولد في 8 ديسمبر 1986 في سول في كوريا الجنوبية.

## وصلات خارجية
- الموقع الرسمي
- غراي على موقع ميوزك برينز (الإنجليزية)